# 8 лучших свиданий
«8 лучших свиданий» — российско-украинская комедийная мелодрама 2016 года. Продолжение фильмов «8 первых свиданий» (2012) и «8 новых свиданий» (2015). Изначально фильм планировали выпустить в показ 31 декабря 2015 года, но позже дата была перенесена. Предпоказ фильма состоялся 24 февраля 2016 года в кинотеатре «Октябрь». Премьера фильма в РФ состоялась 3 марта 2016 года.
Слоган: «Ищу мужа своей жене».

## Сюжет
Никита узнаёт, что он неизлечимо болен, поэтому он решает подыскать себе замену, для чего устраивает конкурс. Однако после уже найденного жениха Никита вдруг узнаёт, что произошла врачебная ошибка, но все уже привыкли к новоиспечённому ухажёру Маши Илье. Битва за жену, детей и жизнь у Никиты только начинается.

## В ролях
| Актёр              | Роль                           |
| ------------------ | ------------------------------ |
| Владимир Зеленский | Никита Андреевич Соколов       |
| Вера Брежнева      | Маша (Мария Игоревна)          |
| Владимир Епифанцев | Илья                           |
| Евгений Кошевой    | Сеня водитель главного героя   |
| Степан Казанин     | ведущий танцевального конкурса |
| Нино Кантария      |                                |
| Виктор Щур         |                                |
| Мария Горбань      | Елена Васильевна секретарь     |

## Рецензии и обзоры
Кинообозреватель информационного портала InterMedia, Артём Мельников, отмечает, что, кроме Зеленского и режиссёра Вайсберга, серию с предыдущими частями ничего не связывает. В целом фильм, по мнению критика, неплохой, однако есть «излишние» моменты. Также Мельников отмечает, что Брежнева — «на удивление неплохая актриса». В итоге кинообозреватель ставит 3 звезды из пяти.

## Сборы и показы
Депутат муниципального округа Якиманка Москвы Дмитрий Захаров потребовал от кинотеатра «Каро 11 Октябрь» отменить предпремьерный показ фильма, однако пресс-служба дистрибьютора фильма — компании «Централ партнершип» — заявила, что отменять премьеру не намерена[значимость факта?].
Депутат Государственной думы России от фракции КПРФ Сергей Обухов выступил с заявлением, что показ фильма в России нужно запретить, так как в нём снимался актёр Зеленский, «известный своей активной критикой политики России в отношении Украины». В российских городах прошло несколько одиночных пикетов против фильма. В некоторых городах люди объявили бойкот и не было куплено ни одного билета на фильм.
Государственные структуры РФ никак не препятствовали показу фильма в России, а окологосударственные структуры РФ активно поддерживали и продвигали показ кино: Министерство культуры РФ выдало картине прокатное удостоверение, дистрибьютором фильма выступил «Централ партнершип», входящий в государственный холдинг «Газпром-медиа», «Первый канал» обеспечивал пиар картины, а ведущие российские СМИ не только не поддержали бойкот, но даже не сообщили о нём.
На территории Украины фильм собрал 34,47 млн грн и занял 12 место в общем рейтинге, а просмотрели картину 530 тыс. человек. По версии журнала «Кинобизнес сегодня», картина вошла в топ-15 кассовых российских фильмов.